# سیارک ۱۹۵۶۴
سیارک ۱۹۵۶۴ (به انگلیسی: 19564 Ajburnetti، نامگذاری:1999JP126) نوزده هزار و پانصد و شصت و چهارمین سیارک کشف شده‌است که در ۱۳ مه ۱۹۹۹ کشف شد.
قدر مطلق سیارک برابر ۱۱.۷ است.